# ويليامستون (كارولاينا الشمالية)
ويليامستون (بالإنجليزية: Williamston)‏ هي مدينة أمريكية ومركز مقاطعة مارتن في ولاية كارولاينا الشمالية في الولايات المتحدة الأمريكية.

## أعلام
- لاري جونسون
- آسا بيغز
- بيلي وين
- جيم بيري
- دوايت إيويل